# Owen, Wisconsin
Owen är en ort i Clark County i Wisconsin i USA. Vid 2010 års folkräkning hade Owen 940 invånare.